# Municipio Pedro María Freites
Pedro María Freites es uno de los 21 municipios que forman parte del Estado Anzoátegui, Venezuela, ubicado en la zona este del estado, limita al norte: con el Estado Sucre y el Municipio Libertad; al Sur: con el Municipio Independencia, el Municipio Guanipa y el Municipio Simón Rodríguez; al Este: con el Estado Monagas; y al oeste: Municipio Santa Ana y Municipio Anaco. Cuenta con una superficie total de 7.850 km² de extensión territorial. Está dividido en cuatro (4) parroquias, las cuales son las siguientes: Santa Rosa, Úrica, Libertador y Cantaura; siendo Cantaura la capital del municipio, donde se establece el núcleo del Gobierno Municipal. La población total del municipio es de 89.552 habitantes, distribuidos en 30.000 habitantes en la zona rural y 40.000 habitantes en la zona urbana, teniendo una superficie urbana de 10,30 km².

## Historia

### Toponimia
El municipio toma su nombre del General de División Pedro María Freites, héroe de la Independencia.
La Población de Cantaura fue fundada el 20 de agosto de 1740 por fray Fernando, y su nombre original fue Camariapa y después paso a llamarse Chamariapa.
La decisión de fundar la población les correspondió a indígenas del pueblo de San Joaquín de Parire, quienes escogieron una altiplanicie rodeada de tres ríos, Aragua, Chiguacara y el Guario.
Está ubicada en la Mesa Mondoaga, rodeada de otras mesas y altitudes planas, entre otras; Mesa de Guanipa al sur, Mesa de Ocopia al norte y llanos situados de manera equidistante.
El deslinde territorial del hoy municipio Freites se inicia el 13 de marzo de 1846, fecha en la parroquia San Tomé, alterando los límites de los cantones Pao, Soledad y San Mateo.
Se concreta el proceso autonómico el 18 de febrero de 1851, fecha en la cual el Poder Legislativo Nacional, traslada la cabecera del cantón San Mateo a la parroquia de Chamariapa y se concreta definitivamente el 8 de mayo de 1855, cuando el Congreso emite decreto variando el nombre del Cantón de Chamariapa por el de Freites y el de la población de Chamariapa por Cantaura, que es el nombre actual de la capital del municipio Freites del estado Anzoátegui.
Actualmente el municipio Freites está formado por las parroquias Cantaura, Santa Rosa, Úrica, Libertador.
La principal efeméride del Municipio es la Batalla de Urica, que se celebra el 5 de diciembre, y conmemora el enfrentamiento armado durante la Guerra de Independencia, entre el ejército republicano comandado por Pedro Zaraza y los realistas, al mando de José Tomás Boves, quien perdió la vida en esa escaramuza y de allí surge el lema que adorna el Escudo de Armas del estado Anzoátegui: "Tumba de sus Tiranos".
El 4 de octubre de 1982 una operación militar llevada por diferentes fuerzas de seguridad del gobierno de Luis Herrera Campins contra un grupo de insurgentes marxistas del Frente Guerrillero "Américo Silva" del partido Bandera Roja en las cercanías de la ciudad de Cantaura. En esta operación considerada una masacre por los sectores de izquierda venezolana, fue bombardeado un campamento  Guerrillero en armas, donde fallecieron 23 combatientes.

## Geografía

### Límites
limita al norte: con el Estado Sucre y el Municipio Libertad; al Sur: con el Municipio Independencia, el Municipio Guanipa y el Municipio Simón Rodríguez; al Este: con el Estado Monagas; y al oeste: Municipio Santa Ana y Municipio Anaco.

### Organización parroquial
| Parroquia         | Superficie | Población   | Densidad      |
| ----------------- | ---------- | ----------- | ------------- |
| Cantaura          | km²        | 57.836 hab. | hab./km²      |
| Libertador        | km²        | 2.732 hab.  | hab./km²      |
| Santa Rosa        | km²        | 5.653 hab.  | hab./km²      |
| Úrica             | km²        | 6.900 hab.  | hab./km²      |
| Municipio Freites | 7.850 km²  | 77.121 hab. | 11,5 hab./km² |

## Política y gobierno

### Alcaldes
| Período                            | Alcalde                    | Partido político / Alianza | % de votos | Notas |
| ---------------------------------- | -------------------------- | -------------------------- | ---------- | --- |
| 1989 - 1992                        | Marcos Pérez Belicia       | MAS                        | 39,10      | Primer alcalde bajo elecciones directas |
| 1992 - 1995                        | Jose de Valle González     | Copei                      | 40,65      | Segundo alcalde bajo elecciones directas |
| 1995 - 2000                        | Antonio Barreto Sira       | AD                         | -          | Tercer alcalde bajo elecciones directas (se realizaron elecciones generales adelantadas en el 2000 debido a la aprobación de la Constitución de 1999) |
| 2000 - 2004                        | Antonio Barreto Sira       | AD                         | 59,96      | Reelecto |
| 2004 - 2008                        | Evelyn Urdaneta de Barreto | AD                         | 59,22      | Cuarta alcaldesa bajo elecciones directas |
| 2008 - 2013                        | Evelyn Urdaneta de Barreto | AD                         | 51,95      | Reelecta (se postergan 1 año las elecciones municipales pautadas para finales del 2012)                                                               |
| 2013 - 2017                        | Daniel Haro Méndez         | PSUV                       | 55,32      | Quinto alcalde bajo elecciones directas |
| 2017 - 2021                        | Daniel Haro Méndez         | PSUV                       | 55,28      | Reelecto |
| 2021 - 2025                        | Dalinda Materan            | PSUV                       | 46,86      | Sexto alcalde bajó elecciones directas |
| Fuente: Consejo Nacional Electoral |                            |                            |            | |

### Concejo municipal
Periodo 2021 - 2025
| Concejales:       | Partido político / Alianza |
| ----------------- | -------------------------- |
| Edward Santamaría | PSUV                       |
| Yoselys Navarro   | PSUV                       |
| José Hernández    | PSUV                       |
| Ana Cuchillas     | PSUV                       |
| Beatriz Andrade   | MUD                        |
| José Franco       | MUD                        |
| Yesenia Aray      | CONIVE                     |